# 梅成
梅成（2世纪—209年），揚州刺史部廬江郡人，东汉末期人物。
梅成以灊山为根据地。曹操平定荊州时，梅成和盟友陳蘭一起在氐族居住的六县起兵反对曹操。建安十四年（209年），曹操軍派于禁、臧霸征討梅成。梅成诈降于禁，于禁走后，梅成逃到灊山依附陳蘭。以灊山险阻要害天柱山，高峻二十馀里，道险狭，接受孙权派出的韓当援軍。梅成、陳蘭在曹操部下張遼猛攻下战敗，一并斬首。
建安五年（200年）在長江、淮河一带集兵数万人的陳蘭、雷緒（一说即雷薄）、梅乾。一说梅乾与梅成是同一人物，或者同族人物。